# WarCry
WarCry ist ein CCG (Collectible Card Game), Sammelkartenspiel, das sich an das Warhammer-Universum von Games Workshop anlehnt. Betrieben wird das Spiel von Sabertooth Games. Die Firma wurde 2008 geschlossen und die Lizenz des Spiels an Fantasy Flight Games verkauft. Das Spiel erschien im Oktober 2003 und gehört zu den erfolgreichsten Sammelkartenspielen mit Fantasy Hintergrund. Nach der Edition "Veterans of Battle", die nur noch auf Englisch erschien, wurde das Spiel eingestellt. Zu beziehen sind die Karten über "Booster-Displays" sowie "Starterkits" und/oder "Booster". Zusätzlich gibt es einige "Battle Boxen", in denen vorgefertigte und spielbereite Decks in Deckboxen mit Artwork enthalten sind. Treue Fans kommunizieren trotz Schließung des Hersteller-Forums auf dem deutschen Ersatzforum (siehe Links), und mit den tausenden Karten ist noch für lange Zeit Spielspaß garantiert.

## Einleitung
WarCry wird in drei Runden gespielt, die Schlachten heißen. Während einer Schlacht tragen die Armeen verschiedene Kämpfe aus, um den Gewinner dieser Schlacht zu ermitteln. Ziel des Spiels ist es, als erster Spieler zwei Schlachten zu gewinnen.
Das Spiel dreht sich um zwei Seiten. Das "Große Bündnis" (Hochelfen, Imperium, Zwerge, Bretonen und so weiter) und die "Horden der Finsternis" (Dunkelelfen, Chaos, Orks, Skaven etc.) Des Weiteren gibt es die Regimente der Söldner. Man darf nur die Karten der jeweiligen Seite miteinander mischen. Nicht aber die "Guten" mit den "Bösen". Söldner sind neutral und können auf jeder Seite mitspielen. Zusätzlich gibt es sog. Monster. Sie gehören keiner Fraktion an, sind aber überwiegend Horden der Finsternis-Einheiten. 
Gespielt wird mit zwei Decks à dreißig Karten. Das Armeedeck und das Aktionsdeck. Jede Karte darf maximal dreimal in einem Deck sein. Die dreißig Karten stellen nur das Minimum dar, was an Karten in den Decks sein muss. Ab dreißig Karten können beliebig viele in den Decks sein. Das Armeedeck beinhaltet die Einheiten und die Zusätze Das Aktionsdeck beinhaltet die Befehle, die den Einheiten befohlen werden. Das Deck setzt sich aus Taktiken, Reaktionen, Kommandos und Strategiekarten zusammen.

## Einheiten
Es gibt vier Typen von Einheiten: Infanterie, Kavallerie, Flieger und Befestigung.
Sie besitzen vier Werte: Die Goldkosten, die Stärke, die Taktikpunkte und den Moralwert. Zusätzlich besitzen viele Einheiten Makros und/oder Eigenschaften.

## Zusätze
Zusätze können auf Einheiten gelegt werden. Sie kosten ebenfalls Gold. Es handelt sich dabei unter anderem um: Waffen, Gegenstände und Rüstungen. Nur ein Zusatz pro Schlüsselbegriff darf auf eine Einheit gelegt werden.

## Spielabfolge
Nachdem beide Spieler ihre Decks gemischt haben, wird die oberste Karte des Aktionsdecks abgeworfen. Unten links an jeder Aktionskarte befindet sich ein Würfelauge von eins bis sechs. Der Spieler mit dem höchsten Wurf entscheidet, wer als erster mustert. Wenn die Würfe gleich hoch sind, wird so weit gewürfelt, bis ein klares Ergebnis feststeht. 

### Musterung
Beide Spieler ziehen fünf Karten von ihren Armeedeck. Der Spieler mit dem höchsten Wurf entscheidet wer als erster mustert. Wenn die beiden Würfe gleich hoch waren, dann wird weiter gewürfelt bis ein höherer Wurf feststeht. Es wird abwechselnd gemustert. Die Einheiten kosten Gold, was an der oberen linken Ecke der Karte zu sehen ist. Es stehen in der ersten Schlacht 20 Gold zur Verfügung. In der zweiten gibt es 25 und in der eventuell dritten Schlacht 30 Gold. 
Es wird in zwei Reihen gemustert: Die Schlachtreihe (vorne) und die Reserve (hinten). Vornehmlich mustert man Infanterie in die Schlachtreihe und die anderen in die Reserve. Wenn ein Spieler in der Musterungsphase passt, dann ist seine Musterungsphase vorbei und nur noch sein Gegner mustert weiter bis auch er passt. Am Ende der Musterungsphase zählt man die Taktikpunkte in der Reserve. Wer die meisten Punkte hat darf das erste Kommando haben. Wenn die Taktikpunkte bei beiden Spielern gleich hoch sind, dann wird für das erste Kommando gewürfelt. Der Spieler mit dem höheren Wurf kriegt dann das erste Kommando. 

### Kundschafter
Kundschafter ist eine statische Eigenschaft, die auf einigen Einheiten oder Zusätzen abgedruckt ist und mit einem sogenannten Kundschafterwert verbunden ist. (z. B. Kundschafter: 4) Jeder Kundschafter in der Schlachtreihe erhöht den Taktikpunktewert der Reserve für das erste Kommando mit seinem Kundschafterwert. 

### Entsetzen
Entsetzen ist eine statische Eigenschaft (ähnlich wie Kundschafter) auf Einheiten oder Zusätzen. Entsetzen kann aber auch über Aktionskarten hinzugefügt oder erhöht werden. Es reduziert den gegnerischen Moralwert um seinen Wert. Der gegnerischen Einheit misslingen Moralwerttests einfacher und die Einheit ist einfacher aufzureiben.

### Kampf
Der Spieler, der das erste Kommando hat, kann bei seinem Kommando folgendes machen:
1. Er kann mit einer Einheit einen Nahkampf ankündigen.
2. Er kann mit einem Fernkämpfer einen Fernkampf ankündigen.
3. Er kann eine Einheit aus der Reserve in die Schlachtreihe bewegen.
4. Er kann eine Kommandokarte/-eigenschaft oder eine Strategiekarte ausspielen.
5. Er kann passen.
6. Er kann einen Rückzug ansagen.